# Julienne Mathieu
Julienne Alexandrine Mathieu, née le 20 septembre 1874 à Saint-Sauveur-en-Puisaye (Yonne) et morte le 1er décembre 1943 à Chieri (Piémont, Italie), est une actrice du cinéma muet, chanteuse d'opérettes, truqueuse et animatrice de films.

## Biographie

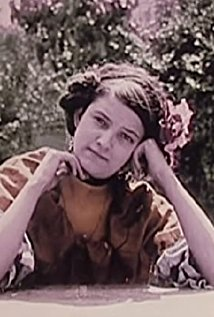
Julienne Mathieu en 1912.

Fille de Léone Anaïse Monloup, modiste devenue comédienne de théâtre, et de François Mathieu, serrurier, Julienne Mathieu fut d'abord connue comme comédienne sous le nom de scène Mlle Suzanna ou Mlle Mercédès (à l'affiche du Théâtre Olympia en 1901),.
Elle vient au cinéma en travaillant pour la société Star Film de Georges Méliès et la société de production française Pathé Frères. Elle travaille également en tant que coloriste de films, en particulier dans l'atelier de Mme B. Thuillier.
En 1895, elle se marie avec Segundo de Chomón à Paris,. Ils ont un fils, Robert, le 31 janvier 1897 qui décédera à Turin le 12 octobre 1957.
En 1901, la jeune famille part à Barcelone, et Julienne Mathieu travaille dans la coloration des films, la réalisation d'affiches et la distribution de films français sur le marché espagnol. Elle revient à Paris en 1905 où on la découvre dans le film La Poule aux œufs d'or, dans lequel elle joue le rôle principal.
De 1907 à 1909, elle est créditée au générique de 42 films au moins. La plupart sont ceux tournés par son mari, Segundo de Chomón, mais elle apparaît également dans les films de Gaston Velle, Albert Capellani, Ferdinand Zecca et Lucien Nonguet. Nombre de ces films sont marqués par l'utilisation de trucages, dont son mari et elle-même sont devenus spécialistes, tels que l'animation image par image, la pixilation, la surimpression, le fondu-enchainé, voire le travelling. Ils suivent de près la production de Méliès, toujours précurseur mais moins vendeur. En finançant le couple Mathieu-Chomón, Pathé Frères cherchait à reprendre l'avantage sur son concurrent, Star Film.
Sa vie à l'écran s'éteint en 1909. Sa sœur, France Mathieu, apparaît désormais à sa place, puis disparaît également de l'image.
De 1912 à 1925, Julienne Mathieu semble vivre à Turin avec sa famille, parfois prénommée Suzanne. Elle meurt dans l'oubli à l'Hospice de la Charité (Ospizio della Carità) de Chieri près de Turin à l'âge de 69 ans.

## Analyse
Artiste centrale d'une mise en scène où la magie technique opère pleinement, Julienne Mathieu est mise en scène comme la maitresse de cérémonie, contrairement aux artistes de son temps, Méliès et Blackton par exemple, pourtant confrontés à la même diégèse. Dans En avant la musique (1907), film qui parodie Le mélomane de Méliès (1903) par exemple, elle est une femme cheffe d'orchestre qui subtilise la tête de ses musiciens mâles pour les afficher sur une portée musicale géante.
La réhabilitation de Julienne Mathieu est probable, selon les organisatrices d'un colloque en 2018 : « D’ailleurs des figures restées dans l’ombre émergent, comme Julienne Mathieu qui pourrait être qualifiée de co-auteure sur chacun des films. ». Pour d'autres, excellente connaisseuse du monde du spectacle et de la technique cinématographique, elle est au moins une « collaboratrice artistique ».

## Filmographie
1905
- 1905. La Poule aux œufs d'or, de Gaston Velle ou Albert Capellani[14] (16 min)
- 1905. L'Antre infernal, de Gaston Velle

1906
- 1906. La Dernière sorcière, de Segundo de Chomón[15]

1907
- 1907 : Les Œufs de Pâques de Segundo de Chomón
- 1907. La Fée des roches noires, de Segundo de Chomón (3 min, muet), produit par Pathé-Frères
- 1907 : Le Spectre rouge, de Segundo de Chomón et Ferdinand Zecca (9 min, pochoir, format 1.33), produit par Pathé-Frères
- 1907. Les Chrysanthèmes, de Segundo de Chomón
- 1907. La Grenouille, de Segundo de Chomón (3 min), produit par Pathé-Frères
- 1907. Le Rêve de Toula, de Segundo de Chomón
- 1907. Le Sculpteur express / Sculpture express, de Segundo de Chomón
- 1907. Satan s'amuse, de Segundo de Chomón (9 min)
- 1907. En avant la musique, de Segundo de Chomón (1 min 51 s, sonore)[16]
- 1907. Armures mystérieuses /  L'armure mystérieuse, de Segundo de Chomón
- 1907 : Vie et Passion de notre seigneur Jésus-Christ de Lucien Nonguet ou Ferdinand Zecca (43 min), produit par Pathé-Frères – rôle de la Vierge Marie[2]
- 1907. Les Verres enchantés (The Enchanted Glasses), de Segundo de Chomón (3 min, muet, prod.: Pathé-Frères)
- 1907. Les Glaces merveilleuses, de Segundo de Chomón (7 min, muet, prod.: Pathé-Frères)
- 1907. L'Étang enchanté, de Segundo de Chomón (1 min 30 s, muet, prod.: Pathé-Frères)

1908
- 1908. Le Voyage original (A New Way of Traveling), de Segundo de Chomón[17]
- 1908. Le Voleur mystérieux,  de Segundo de Chomón
- 1908. Sculpture moderne / Sculpteur moderne / Sculpteurs modernes, de Segundo de Chomón (4 min, pochoir), produit par Pathé-Frères
- 1908. Magie moderne, de Segundo de Chomón (3 min, pochoir, format 1.33, prod.: Pathé-Frères)
- 1908. Le Chevalier mystère / Chevalier mystère, de Segundo de Chomón, couleur, prod.: Pathé-Frères, avec André Deed
- 1908. Chiffonniers et caricaturistes / Chiffonniers caricaturistes / Chiffonniers et caricatures, de Segundo de Chomón

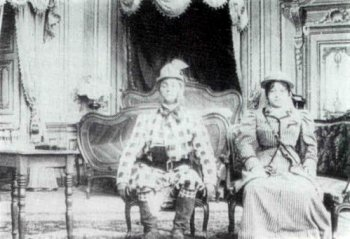
Julienne Mathieu et Segundo de Chomón, dans Hôtel électrique (1908)

- Julienne Mathieu et Segundo de Chomón, dans Hôtel électrique (1908)1908. La légende du fantôme,  de Segundo de Chomón (13 min 30 s, muet, prod.: Pathé-Frères)
- 1908. La Belle au bois dormant,  de Lucien Nonguet ou Albert Capellani[14] (11 min 16 s, sonore)[18]
- 1908. Hôtel électrique,  de Segundo de Chomón (9 min 31 s, muet, prod.: Pathé-Frères)[19]
- 1908. Les Cocottes en papier,  de Segundo de Chomón (5 min 40 s, muet, prod.: Pathé-Frères)
- 1908. Les Teintes chinoises
- 1908. Les Têtes fantastiques,  de Segundo de Chomón
- 1908. Les Dés magiques, de Segundo de Chomón (7 min, muet, prod.: Pathé-Frères)
- 1908. Le Miroir magique,  de Segundo de Chomón (2 min, muet, prod.: Pathé-Frères)[20]
- 1908. Cauchemar et Doux Rêve,  de Segundo de Chomón (4 min 45 s, muet, prod.: Pathé-Frères)
- 1908. Les Incompréhensibles,  de Segundo de Chomón
- 1908. Les Joies du mariage,  de Segundo de Chomón
- 1908. Les Ombres chinoises (Sombras chinescas), de Segundo de Chomón (3 min, muet, prod.: Pathé-Frères)
- 1908. La Belle et la Bête,  d'Albert Capellani (11 min, muet, prod.: Pathé-Frères)

1909
- 1909. Le Roi des aulnes, de Segundo de Chomón
- 1909. Le Jeu de patience, de Segundo de Chomón
- 1909. Voyage dans la Lune / Nouveau voyage à la Lune, de Segundo de Chomón
- 1909. La Leçon de musique, de Segundo de Chomón (4 min, couleur, muet, 1.33)